# Mark Killeen
Mark Killeen (* 1972) ist ein britischer Schauspieler.

## Werdegang
Mark Killeen ist seit 2005 als Schauspieler aktiv. Seine erste Rolle spielte er in der Serie Waking the Dead – Im Auftrag der Toten. In der Folge trat er vor allem in britischen Fernsehserien auf, darunter Doctor Who, Miranda und Game of Thrones.
Daneben spielte Killeen kleinere Rollen in Filmen. So war er 2012 in Christopher Nolans erfolgreichem Superheldenfilm The Dark Knight Rises in der Rolle eines Flughafenpolizisten zu sehen. 2014 spielte er einen griechischen Kommandanten in 300: Rise of an Empire. Dazu kommen Auftritte in Freak of Nurture und Auferstanden.

## Filmografie (Auswahl)
- 2005: Waking the Dead – Im Auftrag der Toten (Waking the Dead, Fernsehserie, 2 Episoden)
- 2007: Footsoldier (Rise of the Footsoldier)
- 2009: Halfway to Heaven
- 2010: Miranda (Fernsehserie, Episode 2x02)
- 2011: Doctor Who (Fernsehserie, Episode 6x08)
- 2012: The Dark Knight Rises
- 2012: The Crime
- 2013: Game of Thrones (Fernsehserie, Episode 3x08)
- 2013: The Callback Queen
- 2014: 300: Rise of an Empire
- 2014: The Right Juice
- 2014: Street Fighter: Assassin’s Fist (Miniserie, 2 Episoden)
- 2015: Freak of Nurture
- 2016: Auferstanden (Risen)
- 2019: A Very British Christmas